# روز استقلال (سوریه)

سالگرد خروج یا روز استقلال (عربی: عید الجلاء) روزی است که سوری‌ها در ۱۷ آوریل هرسال جشن می‌گیرند، این روز به مناسبت خروج آخرین سرباز فرانسوی از سرزمین‌های سوریه در ۱۷ آوریل ۱۹۴۶ است.

## جشن‌های به‌مناسبت رهایی ازتحت‌الحمایگی

### دمشق
دمشق نخستین سال‌گرد خروج سربازان فرانسوی از این کشور را با رژهٔ نظامی گسترده جشن گرفت.